# 禁断の果実 (テレビドラマ)
『禁断の果実』（きんだんのかじつ）は、日本テレビ系列で1994年7月6日から9月28日の毎週水曜22:00 - 22:55 (JST) に放送されたテレビドラマ。

## ストーリー
養父から虐待を受け、そして自分達を疎む母によって弟、守と共に河川敷に置き去りにされた過去を持つ伊武月子。姉として世話をしてゆく内に、愛し合う様になり妊娠。そして誰にも告げぬまま出産した子を母に託し、総合病院の看護師に就職。守への恋愛感情、彼の周囲に出没する不良達からの嫌がらせなどで希望を持てない現状に悩み、自分とうり二つの容姿の人気女優、桑原陽子を憎悪する事もあった。ある時、勤務先の病院に意識不明になった陽子が入院。そして陽子の所属事務所の社長である内海から、陽子の身代わりを依頼される。月子の身辺調査をした内海は守の借金の肩代わりを申し出た為、月子は人生のリセットも兼ねて引き受けるが、そこで陽子の入院の理由など内海の悪巧みなどを知ってしまう。同時に「月子ではないか」として出現、つきまとう守により、逃れた筈の感情に気づく。
月子と陽子が実は、生き別れの姉妹ではないか？を始めとする、さまざまな伏線が用意されていたが、その全てが肩すかしのような状態で放送が続行された。
月子と守が置き去りにされた場所を流れる川の中に、生きる目的を問うキャッチコピーが書かれた陽子の看板が立っており、月子を始めとする登場人物がたびたび訪れている。

## キャスト
伊武月子
演 - 田中美佐子
幼少期に実母が再婚(実父については、明言されていない)養父に虐待された守を庇って胸に消えない傷を負っている。その後に守の子を妊娠。彼にも内緒で出産した男児を生(しょう)と名付け、自身は母と名乗る事もなく手放し就職。働かずに悪事に手を染めたり、借金を重ねる守の為、惨めな暮らしをしていた。自分にうり二つの陽子に対して「同じ顔なのに」と憎悪を抱き、河川敷に掲げられた看板の写真を破った事もある。喫煙癖があり、激怒すると汚い言葉遣いになるなど、蓮っ葉な印象だが、金に汚い院長を見てナースとしての在り方に悩むなど、常識的な面も持ち合わせている。内海の依頼で替え玉になるが、トラブルに巻き込まれた末に陽子が死亡。この時に月子としての遺書を書かされ、戸籍を抹消されたことから陽子として生きる他なくなってしまう。生の面影を持つ豊との接触などで、次第に本来の優しさを取り戻してゆくが、弟への感情は消せず、周囲の協力を得て、内海から逃れる目的で一緒に島へ渡った時に生に再会。愛情を呟くが、彼の「両親ではないか？」の問いは否定している。のちに内海に刺されて半身不随になり、入水自殺をしようとした守から殺して欲しいと頼まれて実行。探しに来た豊に「お父さんと仲良く」「自分の気持ちを伝えられる様になりなさい」　豊和に「ありがとう」と伝え、内海を殺害しようとするが藤田に追い返された後、守を追って入水自殺をする。高校では演劇部に加入していた様子。
桑原陽子
演 - 田中美佐子
デビューの翌年に実業家だった豊和と結婚し豊を出産。トレンディドラマなどで人気を博し、才能豊か、母性的で家庭円満な美人女優をアピールしているが、実際は傲慢な性格で、夫婦仲は冷え切っており、豊和に対して事業失敗を理由に見下したり、豊に対しても教育熱心ではあるが、小言以外では話しかけない。表沙汰になった事はないが、不倫などもしている様で愛人宅で外泊をする事もある。そして撮影現場などでスタッフらを攻撃したり、小馬鹿にした態度を取る。しかし芸能人としての実力とプライドは本物である。内海の陰謀で重体になり、月子の勤務先の病院へ月子として入院。意識を取り戻した時、迎えに来た守によって介護を受け、自分に成り代わっている月子の存在を知って逆上。月子を殺害しようと斬りかかるが、もみ合いの末に自分の手にあったナイフで自滅。そして自殺した月子として葬られるが、葬儀後、遺骨を奪いに来た内海によって守の部屋に骨をばらまかれてしまう。横須賀市で生まれたという他のプロフィールは(結婚前の旧姓、親族、生い立ちなど)一切描かれていない。
伊武守
演 - 岡本健一
月子の弟。3歳の頃に母が再婚。養父の暴力に悩まされた末に母に捨てられる。姉である月子と関係を持った上に依存し自堕落に暮らしていた。のちに陽子に入れ替わった月子と再会。恋愛感情を再燃させてしまい、彼女につきまとって藤田に殴られたり、豊を誘拐して騒ぎを起こしてしまうなどもあったが、次第に優しい心を取り戻してゆき、陽子の死に責任を感じて墓参りなどをしている。綾と結婚するつもりでいたが、教会で月子の姿を見たのと、子供が生まれていたのを知って心変わり。たびたび内海の手先に狙われる。負傷した時、豊に連れられて静香の家に行き、彼女の世話になっている。そして静香の豊和への純真な気持ちを知って、自身も月子を愛してゆこうと決意。母の墓参りの直後、息子の生を内海に誘拐され、救出。しかし遊園地で内海に刺され重体になってしまう。そして海で月子に自分を殺害して欲しいと依頼。画家を目指していた事もあり絵心がある為、陽子の姿をスケッチして豊に渡している。
桂木静香
演 - かとうれいこ
豊和と愛人関係を持つ画家。聴覚障害があり、会話は筆談や手話でおこなっている。豊和を愛してはいるが、純真な性格が故に接触を拒んだりもする。豊に頼まれて守の怪我を治療したり、守と月子を匿ったりもしている。最終回では月子の自殺覚悟を見抜き、死なないで欲しいと心で伝える。豊和の夢の中で一度、言葉を発する場面がある。
今村綾
演 - 大島智子
月子の高校の同級生で新聞記者。守と交際し、結婚式を挙げようとするが守の心変わりに激怒。月子が産んだ子の事を口走った末に流産。産婦人科医から不妊を宣告された為に月子を憎悪。内海と手を組み、身辺調査、週刊誌での暴露などの嫌がらせに加担。しかし内海に拉致された守を救う為、内海と対決の末に刺殺され、死の直前に月子と和解する。
北河
演 - 北村総一朗　
月子が働いていた総合病院の院長。内海に買収され、情報のねつ造、偽報告など悪事に荷担する。他にも金の為なら何でもする様な面が見られる事を月子が話題にしている。
藤田明
演 - 松田圭司　
内海の経営する事務所の社員で、陽子の担当マネージャー。就職2年目となる。やや、強面な印象で腕っぷしも強く、仕事の邪魔をする者には容赦なく制裁を加える。陽子に愛情を抱いていた為、彼女が亡くなった時は誤解から月子を憎悪。しかし心根は優しい性格で何かと周囲の味方になってゆく。実は内海が未婚、父親不詳で産んだ息子で生後間もなく捨てられており、「藤田」という姓が誰の由来なのか、「明」という名を付けた者が誰なのかを始め、生い立ちなどは明言されていない。就職後に内海に息子だと名乗るも認められず憎悪され続け、山岸の暴露と自殺直後に事務所を解雇される。母に罪を償って欲しいと願い、最終回で自ら警察に母の悪事を連絡。母にナイフを向けていた月子を外に出した後、母を道連れに心中。
松本舞
演 - 西尾まり
陽子のマネージャー兼自宅の家政婦。おしゃべりでへまが多いが、純朴で明朗な性格。陽子からは辛く当たられていた様子で、彼女に成り代わった月子に礼を言われて戸惑った事がある。入れ替わりに気づくが黙って見守っていた。陽子の死が発覚後、内海により解雇される。同時に解雇された藤田に片思いをしており、遠回しに告白するが断られ、去ってゆく。
桑原豊
演 - 森田洸輔
陽子と豊和の息子で私立小学校に在籍。冷たい家庭環境で育ったため、取材など表向きの場面以外では喋ろうとせず、両親どちらにも軽蔑心を向けていた。そして立ち振る舞いなどから月子を替え玉と見抜く。誤解から月子と守を憎悪した事もあるが、豊和が月子を追い出したと知って立腹。月子に対して陽子を恋しがる気持ちを伝えている。豊和に暴言を浴びせるが月子の働きかけで気持ちが変わってゆき、豊和に対して守と月子を心配して探したいと訴える。最終回では月子に「ママになって欲しい」と懇願。絵画教室に通っており、絵を描くのが得意。自棄になった月子に対して姉弟だったら愛し合っちゃいけないのかと問う場面も見られる。彼の目線によるナレーションが数回、おこなわれている。
内海麻子
演 - 市毛良枝
陽子の所属事務所社長。穏やかで優しげな印象だが、実は冷酷な面を持ち、同性愛者として陽子を狙い、昏睡状態に追い込んだ上で、月子に替え玉を依頼。若い頃は女優だったが、人気が出なかった為に枕営業をおこない、父が誰か分からぬ子を妊娠。中絶出来ない状態になってしまった為に出産すると、置き去りにしてしまう。自分の思いを遂げる為には手段を選ばず、生を誘拐・守を負傷させる・月子を拉致監禁など悪辣な嫌がらせを展開。精神を病み始めた頃、息子である藤田により警察に通報された上に刺され死亡。彼に対しても最後まで息子と認める事なく、暴言を吐きスタンガンで攻撃するなど邪険な仕打ちをしている。
桑原豊和
演 - 神田正輝
陽子の夫。母と二人暮らしで寂しい思いをして育った事を理由に、バブル期にはレストランを開業。しかし経営難で借金を抱えた為、陽子から徹底的に見下され、愛人の静香の心優しさに癒やしを求める。表向きは良い夫として振る舞っているが、自分の置かれた立場などから拗けた面と金銭に汚い面が見られる。陽子と離婚を決意。豊を連れて家を出て静香と再婚したいと言い出した矢先、態度の変化と離婚届の筆跡の違いから替え玉だと気づき、離婚を取りやめ、内海達から口止め料などを受け取ったりもした。豊に対しての愛情は本物だが、僻みが強く、物の言い方に難がある為に豊に軽蔑される。すべてが発覚後にレストラン経営が破綻。この頃に自身の身勝手さに気づいた事もあり、追ってきたマスコミの囮となって守と月子を逃がした。ラストで月子に何かをしてあげたいと申し出ている。
山岸正
演 - 近藤正臣
製作会社のプロデューサー。内海と共謀するが、本心では彼女を心配しており、悪事を止める様に・陽子をきちんと埋葬する様に・ならば自分が罪を被るなど忠告したり、自身の愛情を伝えるが聞き入れられない。窮地に立たされた内海を救う為にインタビューで替え玉・陽子の死などはすべて自分が仕組んだと大げさなゼスチャー混じりに嘘をつき、マスコミの前で投身自殺をする。ややコミカルな言動があり、内海とふたりきりの時は関西弁になる。
生(ショウ)
演 - 内山眞人
月子と守の息子。生まれて間もなく月子により祖母の元に預けられ、真実を知らされずに育った。祖母の死後は近所の女性に育てられている。救出した守と月子を実の両親ではないかと聞くも、否定され、翌日、迎えに来た養母と帰宅。
生の養母
演 - 千野弘美
月子達の母が住んでいた島で漁業に携わり、祖母を亡くした生を育てている(結婚しているかどうかは不明)生の出生時の秘密については知らされてない様子で、月子達を「生の祖母の知人」と聞かされ、生を救助して貰ったとして礼を言う。生からは「お母さん」と呼ばれて懐かれている。
島の住民の男性
演 - 天田俊明
月子と守の母の同級生でもあり、生の出生の秘密も知っている。墓前で母を詰った守に対して母の気持ちを伝え叱責。生の為にも今後、姿を現すなと言う。その直後に生が行方不明になったとして住民たちと一緒に大騒ぎをする。
警官
演 - 中西良太
桑原家の近くの交番に勤務。陽子の死の直後、豊からママは偽物だから逮捕して欲しいと懇願され、仕方なく家を訪問。月子が偽物と見抜けず、美人だと評してサインを要求。

## 主題歌
- 今井美樹「Miss You」（フォーライフ・レコード）

## スタッフ
- 脚本：遊川和彦、江頭美智留（第10話のみ）
- 演出：雨宮望、金田和樹、新城毅彦
- 音楽：渡辺俊幸
- モーションコントロールカメラ：IMAGICA
- 演出補：羽住英一郎
- 技斗：佐々木修平
- 技術協力：NTV映像センター・生田スタジオ
- 制作協力：日本テレビエンタープライズ
- プロデュース：井上健、神蔵克、大森美孝

## 受賞歴
- 第2回ザテレビジョンドラマアカデミー賞 [1] 撮影賞

## サブタイトル
1. 罪深き愛・姉と弟
2. 姉弟くり返す過ち
3. 狂おしき情事
4. 情愛・ニセの姉と
5. 殺人・戻れぬ二人
6. 姉死す逆転の葬儀
7. 姉弟の運命の子
8. 裂かれた愛の逃亡
9. 逃亡の果ての決心
10. 死を覚悟の賭け
11. 愛の為二人死んだ
12. 故郷へ・母子再会
13. 姉弟愛・最期の時

## 商品化について
ソフト化は2022年現在、実現していない。サウンドトラックも発売されていないが、コミカライズはされている（マネージャーの舞の目線で描かれている）。
なお、再放送も1995年に読売テレビの深夜2時台の連続ドラマ再放送枠で行われた例はあるが、積極的には実施されていない。
いずれも本作が「近親相姦で子供まで設けている」という暗いテーマを取り扱っていることが要因と考えられている。

## 関連商品
- 禁断の果実（全2巻）双葉社 1994年9月発売
漫画化作品。原作：遊川和彦、作画：古田久恵。